# Simon Peters Sogn (Kolding)
 For alternative betydninger, se Simon Peters Sogn. (Se også artikler, som begynder med Simon Peters Sogn)
Simon Peters Sogn er et sogn i Kolding Provsti (Haderslev Stift).
I 1979 blev Simon Peters Kirke indviet, og Simon Peters Sogn blev udskilt fra Sankt Nicolai Sogn. Det lå i Kolding købstad, som geografisk hørte til Brusk Herred i Vejle Amt. Ved kommunalreformen i 1970 blev købstaden kernen i Kolding Kommune.